# Pascal Cauchy
Pascal Cauchy, né le 18 juin 1961, est un historien français, enseignant à l'Institut d'études politiques de Paris. 

## Biographie

### Jeunesse et études
Il a étudié l'histoire et l'historiographie de l'Union soviétique et le militantisme au sein du Parti communiste français.

### Parcours professionnel
Pascal Cauchy est chargé d'enseignement à l'Institut d'études politiques de Paris, notamment dans une conférence de méthodes traitant de l'histoire de Paris. Il est le secrétaire général de l'école doctorale de l'école.  
Il collabore à plusieurs revues de sciences sociales (Vingtième Siècle : revue d'histoire ; Communisme) ; Il est conseiller éditorial auprès de maisons d'éditions françaises. Il a édité l'ouvrage d'Emmanuel Le Roy Ladurie, Huit leçons d'histoire, Les Éditions de Paris, Max Chaleil, 2016.

## Association Annie Kriegel
Pascal Cauchy est membre du bureau de l'association d'études et de recherches en sciences sociales « Annie Kriegel ». Il existe un congrès d'histoire, fondé après la mort d'Annie Kriegel, qui porte son nom. Pascal Cauchy ainsi que l'historien Emmanuel Le Roy Ladurie, Patrick Guis et Arthur Kriegel en font partie.
Colloques organisés dans le cadre de l'association :
- « Grands procès et pédagogie collective », Fondation Singer-Polignac, 28 septembre 2001, publié sous le titre Les grands procès politiques (dir. E. Le Roy Ladurie) aux Éditions du Rocher, Monaco, 2002
- « Les voies de l'émancipation. Nations, identités minoritaires, idéologies », à l'université Paris X - Nanterre, le 29 novembre 2002.

## Publications
- La France contemporaine de 1789 à nos jours, Франция с 1789 года до наших дней. Сборник документов, Saint-Pétersbourg, Aleteya, 2020.
- « Russe (l'idée) », in Le dictionnaire du conservatisme, Paris, Éditions du Cerf, 2017.
- avec Anne-Sophie Beauvais, Sciences Po pour les nuls, Paris, First, 2017
- Les six miliciens de Grenoble, Paris, Vendémiaire, 2015.
- L’élection d'un notable. Les coulisses de mai 1981, Paris, Vendémiaire, 2011.
- avec Jean-François Sirinelli et Claude Gauvard (sous la dir. de), Les historiens français à l'œuvre, 1995-2010, coll. « Hors collection », Paris, PUF, 2010  (ISBN 978-2130584988)
- Il n'y a qu'un bourgeois pour avoir fait ça : L'affaire de Bruay-en-Artois, Paris, Larousse, 2010  (ISBN 978-2035846051)
- (sous la dir. de), Dictionnaire de la Russie, Paris, Larousse, 2008  (ISBN 978-2035841742)
- « Annie Kriegel et la Perestroïka : question de méthode » in les Cahiers d’histoire sociale, 2006.
- « Kriegel Annie [née Becker Annie, Juliette, épouse Besse Annie, puis Kriegel] », Dictionnaire du Mouvement ouvrier, Maitron (dir.), Ed. de l'Atelier, 2007.
- « L'Historien et la Presse », Sciences Po Paris, 30 septembre 2005, actes publiés par les Cahiers de l'Histoire sociale, mai 2006.
- « Annie Kriegel: pour une histoire politique individuelle », in Ouverture, Société, Pouvoir, E. Le Roy Ladurie (Sous la dir. de), Paris, Fayard, 2005  (ISBN 978-2-213-62435-8)
- avec Alain Bergougnioux, Jean-François Sirinelli et Laurent Wirth, Faire des Européens ?, Paris, Delagrave, 2006  (ISBN 978-2-206-01017-5)
- « Königsberg, trophée de l'Armée rouge », Communication, EHESS/Le Seuil, N°55, octobre 1992.
- « Les chemins du Komintern », Communisme n°47-48, 3e et 4e trimestres 1996.
- « Biographies et autobiographies politiques », Fondation Singer-Polignac, Paris, Fayard, 2005
- La IVe République, coll. Que-sais-je ?, Paris, PUF, 2004  (ISBN 978-2130536512)